# Return to Forever (группа)
Return to forever — джаз-фьюжн группа, основанная и руководимая пианистом Чиком Кориа. За время своего существования в группе было много участников, за исключением единственного постоянного басиста Кориа Стэнли Кларка. Вместе с Weather Report и Mahavishnu Orchestra Return to Forever часто называется одной из основных групп направления джаз-фьюжн 1970-х годов. Несколько музыкантов, в том числе Кларк, Флора Пурим, Аирто Морейра и Эл Ди Меола впервые получили известность благодаря своим выступлениям на альбомах Return to Forever.
После игры в новаторских джаз-фьюжн альбомах Майлза Дэвиса In a Silent Way и Bitches Brew Кориа создал группу авангардного джаза под названием Circle с Дейвом Холландом, Энтони Брэкстоном и Барри Альтшулом. Однако в 1972 году, после вступления в Церковь Саентологии, Кориа решил, что лучше «общаться» с аудиторией. В связи с этим фактом его музыкальное исполнение существенно поменялось в сторону более популярного и доступного стиля, так как авангардным джазом увлекалась относительно небольшая аудитория.

## Первая группа (1972—1973)
Первый состав Return to Forever исполнял преимущественно латино-ориентированную музыку. Эта первоначальная группа состояла из вокалиста (и иногда перкуссиониста) Флоры Пурим, её мужа Аирто Морейры (оба бразильцы) на барабанах и перкуссии, давнего музыкального коллеги Кориа Джо Фаррелла на саксофоне и флейте и молодого Стэнли Кларка на басу. В первом составе в частности, Кларк играл на акустическом контрабасе в дополнение к басу. Электрическое пианино Кориа легло в основу звучания этой группы; ему ещё только предстоит открыть синтезаторы — фирменный звук группы последующих лет. Кларк и Фаррелл давали себе большое пространство для исполнения соло. В то время пока вокал Пурим придал коммерческую привлекательность музыки, многие их композиции были также инструментальными и носили несколько экспериментальный характер. Музыка сочинялась Кориа, за исключением заглавного трека второго альбома, написанного Стэнли Кларком. Тексты песен часто писал друг Кориа Невилл Поттер, и в них довольно часто использовалась тема Саентологии. Кларк сам стал участвовать в Саентологии через Кориа, но в итоге оставил религию в начале 1980-х годов.
Первый альбом группы, названный просто Return to Forever, был записан на ECM Records в 1972 году и первоначально был выпущен только в Европе. В этом альбоме находятся наиболее известные сейчас произведения Кориа Crystal Silence и La Fiesta. Вскоре после этого, Кориа, Аирто, Кларк и Тони Уильямс сформировали группу для альбома Стэна Гетца Captain Marvel (1972), на котором присутствовали композиции Кориа, в том числе из первого и второго альбомов Return to Forever. Второй альбом группы, Light as a Feather (1972), был выпущен на лейбле Polydor и включал песню «Spain», которая также стала достаточно известна.

## Эпоха джаз-рока (1973—1976)

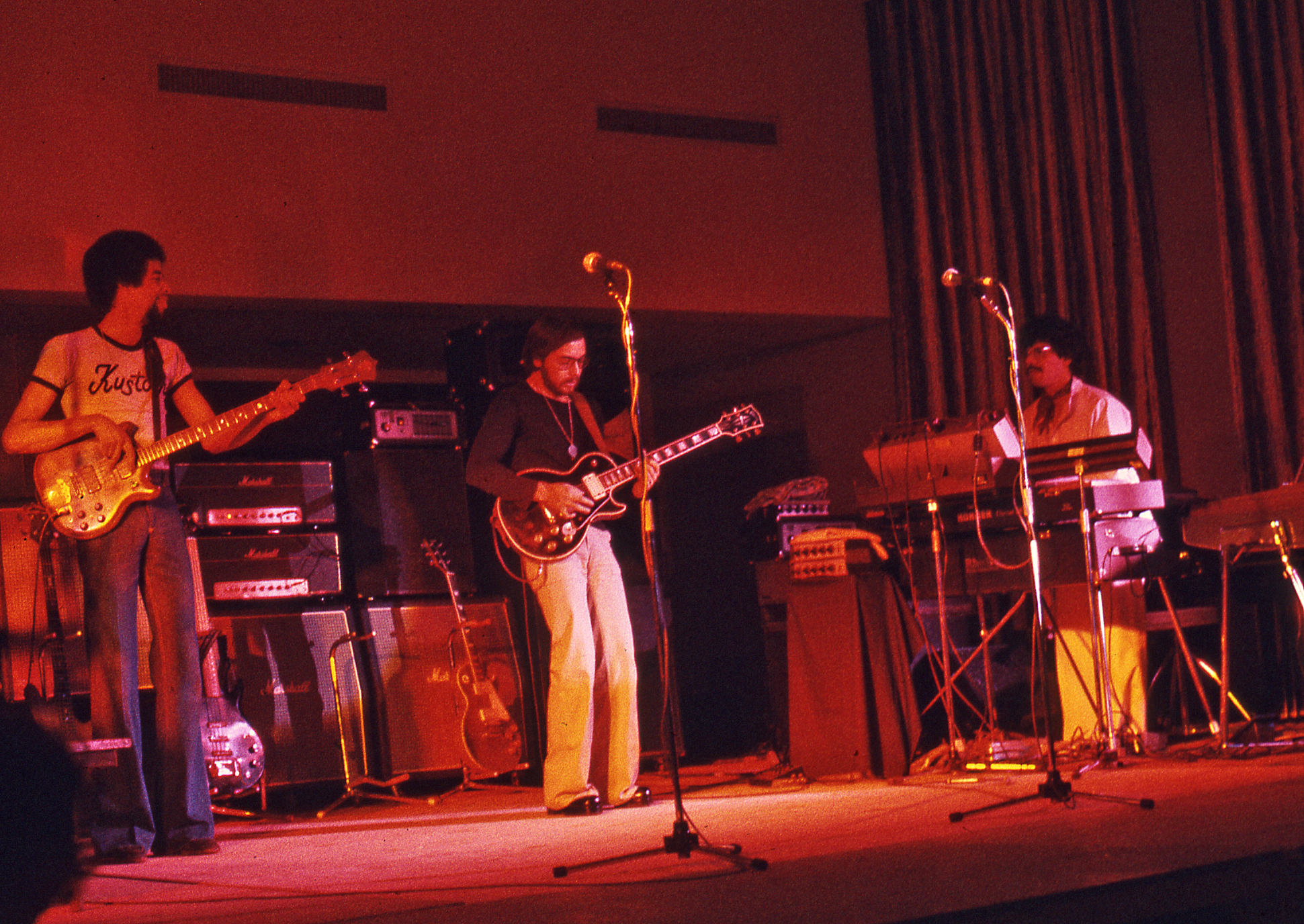
Слева направо: Стэнли Кларк, Эл Ди Меола, Чик Кориа (барабанщика Ленни Уайта не видно). Return to Forever выступает в 1974 году в Onondaga Community College в Сиракьюсе, Нью-Йорк.

После второго альбома Фаррел, Пурим и Морейра покинули группу, чтобы сформировать свою собственную группу, а гитарист Билл Коннорс, ударник Стив Гэдд и перкуссионист Минго Льюис были включены. Но Гэдд не хотел ехать в тур с группой и рисковал своей работой как востребованный сессионный барабанщик. Ленни Уайт (который играл с Кориа в группе Майлза Дэвиса) заменял Гэдда и Льюиса на барабанах и перкуссии. Третий альбом группы, Hymn of the Seventh Galaxy (1973), затем был перезаписан (первая запись, с Гэддом на барабанах, никогда не была выпущена и с тех пор пропала).
Характер музыки группы теперь совершенно изменился в сторону джаз-рока и превратился в подобный стиль, что и у групп Mahavishnu Orchestra, Weather Report и некоторых групп прогрессивного рока, выступавших в то время. Их музыка была ещё относительно мелодичной, опираясь на сильные темы, но джазовый элемент к тому времени почти полностью отсутствовал и был заменен на более прямые, рок-ориентированные подходы. Гитара с овердрайвом и дисторшном также стала заметной в новом звучании группы, и Кларк к тому времени практически полностью переключился на бас-гитару. Замена на вокал не была найдена, и все песни были инструментальными. Это изменение не привело к снижению коммерческого успеха группы, однако, джаз-рок альбомам Return to Forever удалось найти путь в чарты поп-альбов США.
В сентябре 1988 года в журнале Down Beat в интервью Джозефа Вудворда с Чиком Кориа Джозеф говорит (стр. 19): «Существует мнение … что … Майлз [Дэвис] кристаллизовал электрический джаз-фьюжн и этим он заразил всех.» Чик отвечает: «Нет, это Диснейленд. Майлз, безусловно, лидер … Но произошли и другие вещи, которые, как я думал, были столь же важными. То, что Джон Маклафлин сделал с электрической гитарой, поставило мир на уши. Никто и никогда не слышал ранее такой игры на электрической гитаре и это, безусловно, вдохновило меня. … Группа Джона, с большим опытом работы с Майлзом, чем у меня, привела меня к желанию увеличения громкости и написания музыки, которая была бы более драматичной и заставила ваши волосы двигаться.»
В то время как их второй джаз-рок альбом, Where Have I Known You Before (1974) был похож на своего непосредственного предшественника, Кориа стал играть на синтезаторах в дополнение к электрическим клавишным (в том числе пианино), а игра Кларка значительно эволюционировала — стали использоваться флендж и эффекты fuzz-tone, и с этим стал вырисовываться фирменный стиль Кларка. После того, как Билл Коннорс покинул группу, чтобы заняться сольной карьерой, группа также наняла новых гитаристов. Хотя Эрл Клу играл на гитаре на некоторых живых выступлениях группы, вскоре он был заменен на 19-летнего гитарного вундеркинда Эла Ди Меолу, который также играл при записи альбома.
Следующий альбом, No Mystery (1975), был записан с тем же составом, как «Where Have I Known You Before», но стиль музыки стал более разнообразным. Первая сторона пластинки включала в основном джаз-фанк, в то время как вторая сторона включала титульный акустический трек и длинную композицию с сильным испанским влиянием авторства Кориа. На этом и следующем альбоме каждый член группы написал как минимум по одному из треков. No Mystery привел к получению премию Грэмми за лучшее джазовое исполнение группой.
Заключительным альбомом этого длительно продолжающегося «классического» состава группы, который к этому времени поменял Polydor на Columbia Records, стал Romantic Warrior (1976), самое продаваемое из всех достижений Return to Forever, и, в конечном итоге получившее статус золотого диска. В «Romantic Warrior» группа продолжила свои эксперименты в области джаз-рока и смежных жанров. Альбом был положительно воспринят критиками как за технически сложный стиль его композиций, так и за его совершенную музыкальность.
После выхода Romantic Warrior и последующего тура Return to Forever в его поддержку (а также подписания многомиллионного контракта с CBS) Кориа шокировал Кларка, решив поменять состав группы и не включив в него ни Уайта, ни Ди Меолу.
В 1983 году этот состав сделал короткий реюнион тур по США и Японии, не записывая новый альбом, а записав только один трек, который попал на альбом Кориа Touchstone под названием «Compadres». Репертуар для тура включал новый материал от Кориа, в том числе одну часть под названием «Overture», которая была записана Chick Corea Elektic Band для концертного альбома GRP Super Live in Concert и другую под названием «The Phantom», которую Ди Меола позже записал на своем альбоме Kiss My Axe.

## Последний альбом (1977)
Окончательное воссоединение Return to Forever состоялось с Кориа, Кларком и Джо Фарреллом, духовой секцией из четырёх частей и женой Кориа Гейл Моран на вокале, но был записан только один студийный альбом, Musicmagic (1977).
В 1978 году после выпуска концертного альбома под названием Return to Forever Live: Complete Concert (четыре сета с пластинками, также вышел в отредактированном виде как сингл и позже как двойной CD) Чик Кориа официально распустил группу.

## Воссоединение (2008)
Классический состав Кориа, Кларк, Уайт и Ди Меола воссоединились для тура по США, который начался летом 2008 года. Специальный бокс-сет антологии Return to Forever с ремиксами и цифровым ремастерингом треков из альбомов Hymn of the Seventh Galaxy, Where Have I Known You Before, No Mystery и Romantic Warrior был выпущен одновременно с туром. На сегодняшний день нет информации о новом материале от группы.

## Тур 2011 года
Кориа, Кларк и Уайт совершили акустический тур в 2009 году и выпустили CD в 2011 году под названием Forever. В туре участвовали приглашенные музыканты, такие как Билл Коннорс, Чака Хан и Жан-Люк Понти.
С февраля 2011 года группа начала мировое турне в Австралии. Состав на этот тур включал Кориа, Кларка, Уайта, Понти и бывшего гитариста группы Chick Corea Elektric Band Фрэнка Гамбале. На многих выступлениях почти годичного тура на разогреве играла группа Двизила Заппы Zappa Plays Zappa, в которой Кориа появлялся время от времени, играя на клавишных песню или две. Жан-Люк Понти так же сыграл некоторые песни, которые он первоначально исполнял с Фрэнком Заппой.

## Дискография

### Студийные альбомы
- Return to Forever (1972, ECM)
- Light as a Feather (1972, Polydor)
- Hymn of the Seventh Galaxy (1973, Polydor)
- Where Have I Known You Before (1974, Polydor)
- No Mystery (1975, Polydor)
- Romantic Warrior (1976, Columbia)
- Musicmagic (1977, Columbia)

As Corea, Clarke & White
- Forever (2011, Concord Records)

### Концертные альбомы
- Return to Forever, Live (1977 Columbia) / …Live: The Complete Concert — 4 Record Set (1978, Columbia)
- Returns (2009, Eagle (Fontana))
- The Mothership Returns (2012, Eagle (Fontana))

### Сборники
- The Best of Return to Forever (1980) Sony (Columbia)
- Return to the Seventh Galaxy: The Anthology (1996, Verve (Polydor))
- This Is Jazz, Vol. 12 (1996, Sony (Columbia))
- Return to Forever: The Anthology (2008, Concord)
- Return to Forever: The Complete Columbia Albums Collection (2011, Sony)

## Персоналии
Текущий состав
- Чик Кориа — клавишные (1972—1977, 1983, 2008, 2010-настоящее время)
- Стэнли Кларк — бас (1972—1977, 1983, 2008, 2010-настоящее время)
- Ленни Уайт — ударные (1973—1976, 1983, 2008, 2010-настоящее время)
- Фрэнк Гамбале — гитара (2010-настоящее время)
- Жан-Люк Понти — скрипка (2010-настоящее время)

Бывшие члены